# Marion Rung
Marion Rung (Helsínquia, 7 de dezembro de 1945) é uma cantora de música popular finlandesa. Começou carreira no início da década de 60.
Rung é judaica. Suas canções mais conhecidas são  "Tipi-tii" (1962), "Tom Tom Tom" (1973), "Eviva Espanja" (1973), "El bimbo" (1975) e "Baby Face" (1976). Participou no Festival Eurovisão da Canção em 1962 e 1973.
Nasceu a filha de Marion, Nina, em 1982. Canta em finlandês e iídiche. Também publicou a autobiografia Minä ja Marion em 2005.